# Conflito na Líbia (2011–2014)
Após o fim da Guerra Civil Líbia, que derrubou Muamar Gadafi, ocorreu na Líbia um conflito armado com envolvimento de várias milícias e as novas forças de segurança do Estado. As milícias incluem guerrilheiros, grupos pró-Gadafi, islamitas e milícias que lutaram contra Gadafi, mas se recusaram a depor as armas quando a guerra terminou em outubro de 2011. De acordo com alguns líderes civis, estas últimas milícias passaram apenas a atrasar a entrega de suas armas para afirmar ativamente um papel político continuando como "guardiões da revolução". Algumas das maiores e mais bem equipadas milícias estão associadas com grupos islâmicos agora formando partidos políticos. Antes do fim oficial das hostilidades entre partidários de Gadafi e as forças da oposição, houve relatos de confrontos esporádicos entre milícias rivais, e ondas de assassinatos por justiceiros
Em setembro de 2012, islamitas atacaram o prédio do consulado dos Estados Unidos em Bengasi, matando o embaixador estadunidense e outros três. Isso levou um clamor popular contra as milícias semi-legais que ainda estavam operando e resultou na invasão de diversas bases de milícias islâmicas por manifestantes e a repressão em larga escala do governo, em seguida, às milícias não-governamentais sancionadas, com o Exército Líbio invadindo a sede de várias milícias então ilegais e ordenando-lhes a dissolução.
Entretanto a situação da Líbia segue caótica, com o país parando inteiramente de produzir petróleo e o governo perdendo o controle de grande parte do país para grupos étnicos, políticos e religiosos que disputam poder no território líbio. Essas milícias exploram o vácuo de poder fora de Trípoli e pressionam por uma maior autonomia regional, com grupos na região da Cirenaica e da Fazânia exigindo independência.
O governo de Ali Zidan foi incapaz de lidar com o problema das milícias que lutaram contra Gadafi durante a guerra civil. Cada uma delas possui sua própria ideologia e cada grupo armado utiliza seu poder para conseguir impor suas demandas; estão no controle da segurança de cidades, no controle das fronteiras, na gestão dos centros de detenção e na proteção de instalações estratégicas do país.
Por vezes, o governo ainda teve que pagar às milícias para que desbloqueassem cidades e enclaves petrolíferos, e inclusive houve rumores da criação de uma força de elite para proteger o primeiro-ministro. Todas estas medidas falharam e em 10 de outubro de 2013, o primeiro-ministro Ali Zidan seria sequestrado por uma milícia semi-oficial, a Sala de Operações dos Revolucionários Líbios, ligada ao Ministério de Interior, para obter dele uma “demissão voluntária” e tentarem tomar o poder no país. Algo que não aconteceu porque Zidan foi liberado horas depois após uma milícia pró-governo invadir o local onde ele estava sendo mantido.
O problema da violência armada e do fracasso político, juntou-se a uma nova onda de manifestações, muitas delas de caráter liberal, que reivindicam resultados imediatos e o fim do Congresso Nacional, para dar lugar a um novo governo que fosse capaz de pôr um fim as milícias. Neste contexto, uma segunda tentativa de golpe de Estado ocorreu, desta vez organizada pelos militares e supostamente coordenada por Califa Haftar, com o objetivo de criar este novo executivo e "devolver o país ao caminho da revolução".
Já em 18 de maio de 2014, o edifício do parlamento foi invadido por tropas leais ao general Califa Haftar,  supostamente incluindo a Brigada de Zintane, em um episódio que o governo líbio descreveu como uma tentativa de golpe.

## Antecedentes
Em 2011, milhares de pessoas se rebelaram na Líbia contra o governo autoritário de Muamar Gadafi. No entanto, os protestos pacíficos foram reprimidos, o que conduziu a uma guerra civil. Várias pessoas, incluindo civis e desertores do exército, formaram as denominadas kateebas (brigadas) para "libertar" o país.
Após longos meses de guerra, finalmente, em 20 de outubro de 2011, Muamar Gadafi foi capturado e morto em sua cidade natal em Sirte.
O Conselho Nacional de Transição assumiu o controle da Líbia e estabeleceu um governo provisório, a fim de preparar o país para eleições democráticas. Estas milícias iniciaram um patrulhamento voluntário nas principais cidades líbias, além de atuar frequentemente como juízes fazendo justiça com as próprias mãos. No entanto, a dispersão das centenas de milícias rebeldes armadas em todo o país provocaram problemas internos e uma grande falta de autoridade. Assim, os diferentes processos para desarmá-las e reintegrá-las em um exército unificado e dependentes de um ministério foram realizados de forma infrutífera.
Em março de 2012, as autoridades numeraram em 50.000 civis armados, embora pudessem ser mais do que o dobro.

### Plano de dissolução das milícias (2011)
O governo interino da Líbia assegurou em 2011 que havia começado a administrar as milícias irregulares rebeldes mediante sua dissolução ou incorporação à polícia regular e às forças militares.
Em 23 de outubro em cerimônia realizada na cidade de Bengazi, que começou com uma leitura do Alcorão, o novo regime declarou a libertação da Líbia, ocasião na qual foi prometida a realização de eleições junho de 2012 e Mustafa Abdel Jalil pediu tolerância e reconciliação e declarou que a Sharia seria a "fonte básica" da legislação no país e que as leis que contradizem os ensinamentos do Islã seriam anuladas.
Foram prometidos recursos destinados às vítimas e às famílias dos mártires do levante. Omar Hariri, chefe das Forças Armadas, prometeu que o exército líbio iria defender a nação.
Em 24 de outubro, o novo regime prendeu 70 médicos e enfermeiros em Zawiyah, alegando que essas pessoas tinham ligações com o governo deposto.
Em 26 de outubro foi publicado um relato jornalístico que informa sobre a existência de trocas de tiros esporádicas entre tropas do novo regime e partidários do Regime Deposto na cidade de Bani Ualide.
Em 28 de outubro são publicados relatos jornalísticos sobre os conflitos gerados quando pessoas que perderam imóveis na época do regime deposto em decorrência de disposições contidas no Livro Verde tentavam retomar seus imóveis; e a perseguição sofrida por imigrantes de cor negra;
Em 31 de outubro, o Conselho de Segurança das Nações Unidas pediu ao novo governo líbio para evitar que armas anti-aéreas portáteis caíssem nas mãos de terroristas. Abdurrahim El-Keib é escolhido pela maioria do Conselho Nacional de Transição (CNT) como primeiro ministro, em substituição à Mahmoud Jibril.

No início de novembro, o conselho militar de cada cidade elegeu os seus representantes para que fossem a Bengazi para estabelecer uma nova hierarquia militar e eleger seus líderes. Assim, um grande número de brigadas se juntaria definitivamente ao novo exército líbio. Da mesma forma, foram proibidos de portar armas em lugares públicos.
As Forças de Proteção da Revolução foram criadas no início de 2012 pelo Ministério do Interior para organizar a segurança e reduzir o caos gerado pelas muitas milícias armadas. O governo provisório também começou a organizar a incorporação dos milicianos para as futuras forças de segurança. Cerca de 1.500 voluntários são preparados na Jordânia para se juntar a nova polícia. Enquanto isso, as patrulhas conjuntas receberam cursos intensivos de direitos humanos.

## Janeiro-Fevereiro de 2012
No dia 3 de janeiro, quatro combatentes foram mortos em um tiroteio em Trípoli uma vez que dezenas de combatentes de Misurata estavam tentando libertar um grupo de prisioneiros detidos em um complexo de segurança pelas milícias de Trípoli. Uma outra reportagem afirma que houve dois tiroteios distintos e colocou o número de mortos em sete. Em resposta ao incidente, presidente do Conselho Nacional de Transição Mustafa Abdul Jalil advertiu que a Líbia arriscava resvalar para uma guerra civil, se as milícias rivais não fossem mantidas sob controle.
Em 20 de janeiro, o ex-embaixador da Líbia para a França morreu menos de um dia depois de ser preso por um grupo de milicianos de Trípoli. A Human Rights Watch afirmou em 3 de fevereiro, que as marcas no corpo de Omar Brebesh sugeriam que ele morreu como resultado de tortura enquanto esteve na prisão.
Em 26 de janeiro, a organização não governamental de ajuda humanitária Médicos Sem Fronteiras (que estava presente em Misurata desde abril de 2011, durante a Guerra Civil da Líbia) anunciou a suspensão do seu trabalho nos centros de detenção da cidade, uma vez que os prisioneiros eram torturados e lhes eram negados a assistência médica de urgência. O diretor geral da MSF Christopher Stokes declarou: "Os pacientes eram trazidos para nós no meio de interrogatórios para cuidados médicos, a fim de torná-los aptos para outro interrogatório. Isto é inaceitável. Nosso papel é prestar assistência médica às vítimas de guerra e prisioneiros enfermos, não tratar repetidamente os mesmos pacientes entre sessões de tortura." A Anistia Internacional havia descrito dois dias antes a "tortura generalizada e maus tratos infligidos a suspeitos de serem combatentes e partidários pró-Gadafi", com vários prisioneiros a morrer em toda a Líbia nas semanas precedentes.

### Revolta de Bani Ualide
Uma revolta começou em Bani Ualide em 23 de janeiro de 2012, devido a um incidente nessa cidade, em que a milícia "Brigada 28 de Maio" quis prender homens do local em circunstâncias pouco claras. A Brigada 28 de Maio e seus compostos foram atacados por combatentes locais, que, em seguida, assumiram o controle da cidade.

### Fevereiro e Julho de 2012: Confrontos em Cufra
Durante os meses de fevereiro a julho, vários combatentes da etnia africana dos tubus entraram em confronto com tribos árabes pelo controle de Cufra, forçando o exército a intervir na área. Mais de 100 pessoas morreram nos combates.

### Março de 2012
Em 6 de março, líderes tribais e das milícias em Bengazi declararam unilateralmente semi-autonomia para a região oriental da Cirenaica. Isto foi recebido com ira pelo governo do Conselho Nacional de Transição em Trípoli e manifestações de antiautonomia eclodiram na capital e Bengazi. Em 16 de março, uma manifestação pró-autonomia se realizou em Bengazi, que foi atacada por pistoleiros desconhecidos, deixando uma pessoa morta e cinco feridas.

#### Confrontos em Saba
Em março de 2012, vários combatentes tubus entraram em confronto novamente contra os militantes árabes em Saba. O exército tomou o controle de Saba em 28 de março e os combates cessaram no dia 31. Os confrontos deixaram 147 pessoas mortas.

### Junho de 2012
Entre os dias 11 e 18 de junho de 2012,  milicianos da tribo Guntrara e da tribo Mashashya entraram em confronto em Zintane, o que levou à intervenção do exército na área. O conflito terminou com 16 mortos.
Em 30 de junho de 2012, militantes da Brigada Al-Awfea atacaram o Aeroporto Internacional de Trípoli para exigir a libertação de seu líder, preso após se recusar a entregar dois tanques ao exército líbio. As forças armadas retomaram o controle do aeroporto e prenderam vários militantes. Dias depois os voos internacionais para Trípoli foram retomados.

### Setembro de 2012: Confrontos em Bengazi
Em 11 de setembro, vários salafistas atacaram o consulado estadunidense em Bengazi, matando o embaixador Christopher Stevens e vários outros homens. O atacante estava diretamente relacionado com a brigada Ansar al-Sharia.
Como consequência, em 21 de setembro dezenas de milhares de líbios se reuniram pacificamente em Bengazi contra as milícias armadas. Ao cair da noite, dezenas de manifestantes invadiram a sede desta brigada em Bengazi, obrigando-os a abandonar suas instalações e forçando sua dissolução. Ao grito de "o sangue dos mártires não foi derramado em vão", os manifestantes entraram em sua sede, que seria saqueada e incendiada mais tarde.
Em seguida, foram para o quartel-general da brigada de Raf Allah al-Sahati, grupo islamita subordinado ao Ministério da Defesa, onde combateram por cerca de duas horas. Durante os confrontos, várias pessoas morreram. Por fim, os atacantes entraram nesta instalação militar, localizada a 15 quilômetros de Bengazi, na região de Hawari, onde se apropriaram de armas, munições e material de informática.
Além disso, os manifestantes tomaram o comissariado onde tinha o seu centro de operações a milícia Zalz e o posto de controle que homens armados da Ansar al Sharia mantinham no Hospital Al Yalaa.
As autoridades líbias advertiram contra o "caos" e pediram aos manifestantes para que distinguissem as brigadas ilegítimas e as que estavam sob a autoridade do Estado. O presidente da Assembleia Nacional, Mohamed Yousef al-Magariaf, parabenizou a reação da população contra as "brigadas sem legitimidade", mas pediu aos manifestantes para se retirarem dos locais ocupados pelas brigadas do Ministério da Defesa, citando especificamente a Raf Allah al-Sahati.
No final do dia, pelo menos onze pessoas morreram e cerca de 70 ficaram feridas quando milicianos abriram fogo contra os atacantes.
Paralelamente, várias pessoas invadiram a sede dos Mártires de Abu Salim, na cidade oriental de Derna. Salim Derby, o líder da brigada, aceitou as demandas da população e anunciou que "regressariam para suas vidas e empregos." Por fim, outras cinco milícias jihadistas deixaram a cidade.
Em 23 de setembro, Magariaf deu um ultimato de 48 horas para todas as milícias "ilegítimas" para que abandonem os quartéis, edifícios estatais e propriedades do antigo regime e se dissolvam.
Igualmente, observou que a nova diretiva também proíbe "o uso da violência e o porte de armas em lugares públicos".
Paralelamente o chefe do Estado Maior do exército líbio, General Yusef al Menguch, afirmou que aqueles dispostos a se alistarem deveriam fazer "a título pessoal e não como um grupo." Também advertiu que o exército estava preparado para usar a força contra quem não cumprisse as novas regras.
A medida foi efetiva, e as autoridades líbias puderam assumir o controle dos centros abandonados pela Ansar al-Sharia (incluindo o hospital de Jalaa).  No entanto, a milícia Raf Allah al-Sahati recusou-se a abandonar suas posições, garantindo estar legalizada pelo governo central de Trípoli, e sequestrou vários manifestantes.

## 2013

### Abril e Maio de 2013
Um carro-bomba explodiu em frente à embaixada francesa ferindo dois guardas franceses. A Líbia chamou de "ataque terrorista" e o presidente francês, François Hollande exortou aos líbios para levar os criminosos "à justiça". Embora ninguém assumisse a responsabilidade pelo ataque, a AQMI ameaçou retaliação pela intervenção francesa no Mali a apenas uma semana antes do incidente.
Entre finais de abril e início de maio de 2013, vários milicianos cercaram os Ministérios das Relações Exteriores e da Justiça em Trípoli para exigir a aprovação de uma lei que marginalizasse qualquer atividade política às pessoas que tiveram qualquer cargo público durante o regime Gadafi. O Congresso concordou em adotar a chamada Lei de Isolamento Político e 11 de maio o bloqueio foi levantado.

### Junho de 2013: Confrontos em Bengazi
Em 2013, a situação não melhorou e as milícias seguiam sendo o principal problema para a normalização da situação na Líbia. A opinião da maior parte da sociedade era de que essas milícias islâmicas eram contra a democracia e que eram apoiadas por países islâmicos como o Catar, provocando distúrbios em Bengasi no qual bandeiras do Catar foram queimadas e, pelo menos, uma estátua do emir do país. Embora essas milícias fossem um problema nacional, o Congresso Geral enfrentava muitas dificuldades políticas e as novas forças armadas ainda não eram capazes de proteger os aeroportos e as fronteiras do país. Portanto, as milícias continuaram a exercer a sua influência militar e política, o que chegou a levantar até mesmo rumores (negados pelo governo) da criação de uma força de elite para proteger Ali Zidan.
Esta tensão se materializou em junho, quando centenas de manifestantes antimilícias se reuniram em Bengasi para tentar expulsar a sede da Brigada do Escudo de Líbia e em seu lugar o exército nacional assumir o quartel. A milícia, longe de abandonar sua posição, permaneceu entrincheirada e abriu fogo contra os civis, deixando 31 mortos.
Em resposta, o chefe do Estado Maior renunciou e foi substituído por Salem al-Gnaidy, que pediu o desarmamento as milícias e sua adesão ao exército nacional, enquanto advertia que a paciência das forças de segurança estava se esgotando. Mais tarde, a polícia realizou uma incursão e assumiu o quartel, onde encontraram uma poderosa bomba e várias celas vazias.
A 15 de junho, manifestantes tomaram as ruas, mas desta vez não protestaram em frente as instalações militares de quaisquer milicias, mas diante do quartel do próprio exército. Embora originalmente se acreditou que a manifestação foi uma reclamação pela inatividade do Exército contra as milícias, alguns manifestantes foram violentos e dispararam e lançaram uma granada ao edifício, matando vários soldados. O exército teve que abandonar o prédio, enquanto a classe política se mobilizou para interromper o "banho de sangue".

### Outubro de 2013: Tentativa de golpe de Estado
Em 10 de outubro de 2013, o primeiro-ministro líbio Ali Zeidan foi raptado e brevemente detido por membros da Sala de Operações dos Revolucionários Líbios, sob instruções do Serviço de Investigação Criminal, na sua residência no Hotel Coríntia (Trípoli).

### Novembro de 2013: Manifestações em Trípoli
Em 15 de novembro de 2013, milhares de líbios marcharam em direção à base da milícia Misurata no distrito de Gargur para exigir que estas se unam ao  exército ou se dissolvam, mas foram dispersados pelo grupo armado. 31 civis foram mortos e 235 feridos.

## 2014

### Janeiro de 2014
Em 18 de janeiro, a força aérea líbia atacou alvos no sul da Líbia por causa da agitação atribuída a forças leais ao líder deposto Muamar Gadafi. O governo também declarou um estado de emergência após partidários de Gadafi assumirem a base da força aérea de Tamahind nas proximidades do sul da cidade de Saba. Em 22 de janeiro, a Voz da Rússia apresentou um relatório com os líbios que afirmava que grande parte da metade sul do país, bem como Bani Ualide tinha caído sob o controle dos partidários "verdes" de Gadafi, e que algumas embaixadas estrangeiras líbias estavam hasteando a bandeira verde da era Gadafi em apoio. Os líbios entrevistados alegavam estar lutando contra um "governo fantoche" apoiado pelo Ocidente com laços com a Al-Qaeda, e acusaram o Catar de estar pagando pilotos sudaneses para bombardear suas posições. Por outro lado, o Libya Herald, um jornal mais favorável ao governo, informou que um grande contingente de combatentes favoráveis a Gadafi estavam dispersos nas proximidades de Ajilate enquanto tentavam ajudar outros partidários de Gadafi em Saba, com cinco deles sendo mortos. O relatório alegava que se os eventos faziam parte de um movimento coordenado, "ele não parece ser bem organizado, muito menos tem qualquer apoio significativo ou mensurável."
Em 24 de janeiro, nove soldados foram mortos e 27 feridos perto de Trípoli em confrontos com partidários de Gadafi.

### Março de 2014: Incidente do MV Morning Glory
O incidente do MV Morning Glory ocorreu na Líbia em março de 2014, quando o navio MV Morning Glory, com a bandeira da Coreia do Norte, tentou extrair clandestinamente petróleo do porto do Golfo de Sidra, que estava nas mãos dos rebeldes de Ibrahim Jadran. A operação foi descoberta pelas autoridades líbias e o navio foi interceptado com a ajuda dos Estados Unidos, mas conduziu a uma crise política que derrubou o primeiro-ministro Ali Zeidan, que foi substituído de forma interina por Abdullah al-Thani.
Por julho de 2014, al-Thani conseguiu negociar com os rebeldes de Cirenaica, que entregaram os portos de Ras Lanuf e Sidra, terminando assim a crise petrolífera da Líbia.

### Escalada do conflito
Uma escalada significativa do conflito começou em maio de 2014. Em 18 de maio de 2014, o edifício do parlamento foi relatado por ter sido invadido por tropas leais ao general Califa Haftar, supostamente incluindo a Brigada de Zintane, no que o governo da Líbia descreveu como uma tentativa de golpe.